# Sasseville
Sasseville ist eine französische Gemeinde im Département Seine-Maritime in der Region Normandie (vor 2016 Haute-Normandie). Sie hat 260 Einwohner (Stand 1. Januar 2022) und gehört zum Kanton Saint-Valery-en-Caux und zum Arrondissement Dieppe. Die Einwohner werden Sassevillais genannt.

## Geografie
Sasseville liegt etwa 45 Kilometer ostsüdöstlich von Dieppe und etwa elf Kilometer südlich der Alabasterküste. Umgeben wird Sasseville von den Nachbargemeinden Ocqueville im Norden, Drosay im Osten, Saint-Vaast-Dieppedalle im Südosten, Bosville im Süden sowie Cany-Barville im Westen.

## Bevölkerungsentwicklung
| Jahr                       | 1962 | 1968 | 1975 | 1982 | 1990 | 1999 | 2006 | 2013 |
| Einwohner                  | 158  | 144  | 117  | 157  | 300  | 268  | 287  | 276  |
| Quellen: Cassini und INSEE |      |      |      |      |      |      |      |      |

## Sehenswürdigkeiten
- Kirche Notre-Dame aus dem 16. Jahrhundert
- Kapelle Notre-Dame von Flamanvillette aus dem 13. Jahrhundert

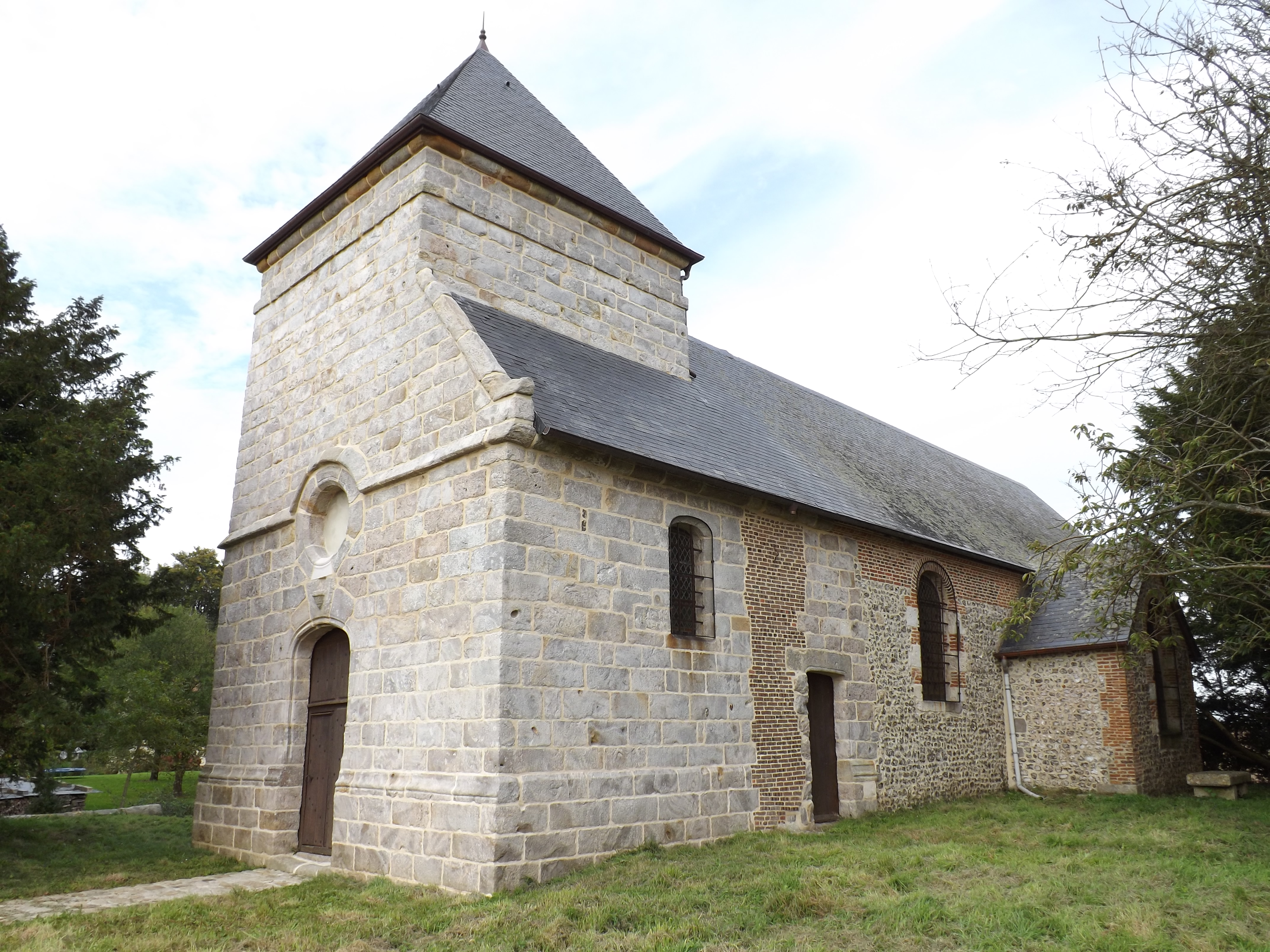
Kapelle von Flamanvillette